# 雷蒂羅 (安蒂奧基亞省)

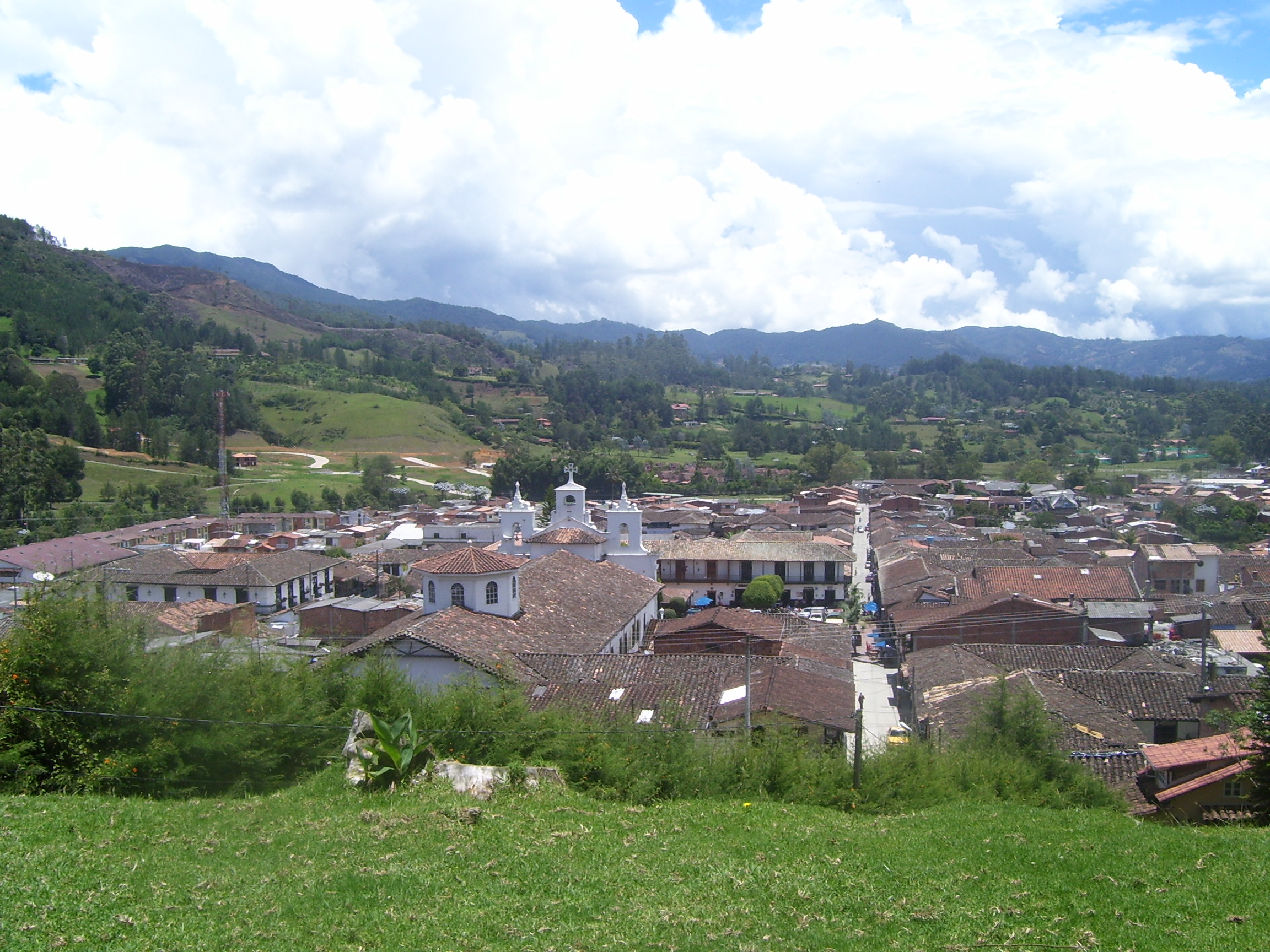

雷蒂羅是哥倫比亞的城鎮，位於該國北部，由安蒂奧基亞省負責管轄，距離首府麥德林33公里，始建於1790年，面積273平方公里，海拔高度2,165米，2005年人口16,974。
6°03′26″N 75°30′9″W / 6.05722°N 75.50250°W